# Джеймс Томкінс (веслувальник)
Джеймс Томкінс (19 серпня 1965 , Сідней ) — австралійський веслувальник, триразовий олімпійський чемпіон, семиразовий чемпіон світу.

## Виступи на Олімпіадах
| Олімпіада      | Дисципліна | Місце |
| -------------- | ---------- | ----- |
| Сеул 1998      | вісімки    | 5     |
| Барселона 1992 | четвірки   | 1     |
| Атланта 1996   | четвірки   | 1     |
| Сідней 2000    | двійки     | 3     |
| Афіни 2004     | двійки     | 1     |
| Пекін 2008     | вісімки    | 6     |

## Зовнішні посилання
- Джеймс Томкінс — олімпійська статистика на сайті Sports-Reference.com (англ.) (архівна версія)
- Джеймс Томкінс (веслувальник) на сайті Міжнародної федерації веслувального спорту